# Château d'Escoire
Le château d'Escoire est un château français situé sur la commune d'Escoire, dans le département de la Dordogne, en région Nouvelle-Aquitaine.
Il fait l'objet d'une protection au titre des monuments historiques.
L'ensemble du château a été restauré, de même que la rotonde, dont l'entrée se situe à droite de l'escalier. Le château possède un parc de neuf hectares, accessible pour les clients.

## Historique
Le château date de la deuxième moitié du XVIIIe siècle.
Il est connu pour avoir été, dans la nuit du 24 au 25 octobre 1941, le théâtre d'un triple crime resté mystérieux. Henri Girard, qui sera plus tard connu comme écrivain sous le nom de Georges Arnaud, découvre au petit matin les cadavres de son père Georges Girard, propriétaire du château, archiviste-paléographe, conservateur des archives du Ministère des Affaires étrangères, de sa tante Amélie et de leur domestique, Louise Marie Soudeix. Henri, qui a dormi dans une aile du château, prévient les gardiens du domaine qu'il a trouvé les trois victimes tuées à coups de serpe. Du fait des circonstances mystérieuses du drame (aucun témoin, absence de mobile, pas de traces d'effraction), Henri est suspecté du meurtre, arrêté et passe dix-neuf mois en prison jusqu'à son procès. Défendu par maître Maurice Garçon, il est finalement acquitté, faute de preuves, le 3 juin 1943,. Ce fait divers a bénéficié à l'époque d'une très grande couverture médiatique et a inspiré par la suite plusieurs ouvrages et émissions de télévision, notamment le roman La Serpe (prix Femina) de Philippe Jaenada, qui défend l'innocence d'Henri Girard, contrairement au récit criminel  La Serpe rouge (Moissons Noires, 2021) de Nan Aurousseau et Jean-François Miniac.
Pour l'avocat Maurice Garçon et l'écrivain Philippe Jaenada, une hypothèse vraisemblable est la culpabilité de René Taulu, rebaptisé par Jaenada dans son livre Fernand Doulet, le fils des métayers et gardiens du domaine, Romain et Victoria (dans le livre, Saturnin et Yvonne).
Après guerre, le château a été vendu aux enchères et racheté par Ferdinand Lagueyrie de La Rivière-de-Mansac (Corrèze) et exploité par lui et son gendre Antoine Peyramaure.
Henri Girard changera plus tard de nom pour publier en 1950 sous le nom Georges Arnaud un roman devenu célèbre : Le Salaire de la peur, vendu à deux millions d'exemplaires, et porté à l'écran en 1953 par Henri-Georges Clouzot dans un film culte.
En 1954, le château est inscrit au titre des monuments historiques pour ses façades et toitures.
Des années 1950 à la fin des années 1970, ce château fut le lieu de vacances pour les enfants de l'entreprise parisienne LMT (« Le Matériel Téléphonique »), rachetée par Thomson, puis par Thales.
Abandonné pendant des années, le château d'Escoire est en 2015 la propriété de Sylvie et Tase Kordalov, originaires de Macédoine mais anciens hôteliers à Gacé en Normandie, qui habitent dans une aile, tandis que l'autre partie a été aménagée en chambres d'hôtes.
En juin 2021, le réalisateur Patrick Schmitt, prix Albert-Londres 1989, y a filmé des plans pour un épisode de la série télévisée Des Crimes presque parfaits (chaîne Planète).